# Вашингтон (окръг, Роуд Айланд)
Вижте пояснителната страница за други населени места с името Вашингтон.
Окръг Вашингтон (на английски: Washington County) е окръг в щата Род Айлънд, Съединени американски щати. Площта му е 1458 km², а населението – 126 288 души (2016). Няма административен център.